# Ingrid Sandahl

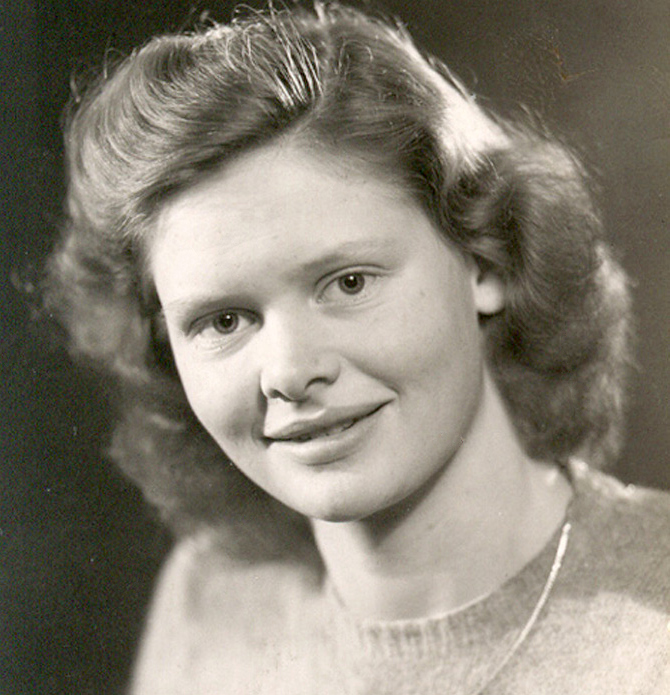
Ingrid Sandahl

Ingrid Clara Charlotta Sandahl (* 5. November 1924 in Stockholm; † 15. November 2011 in Örebro) war eine schwedische Turnerin.

## Wirken
Bei den Olympischen Spielen 1948 in London wurde nur ein Wettbewerb für Turnerinnen angeboten, der Mannschaftsmehrkampf. Es siegte die tschechoslowakische Mannschaft vor den Ungarinnen und dem US-Team. Ingrid Sandahl belegte mit der schwedischen Mannschaft den vierten Platz, wobei sie mit 51,00 Punkten drittbeste Turnerin ihrer Mannschaft war.
1950 wurden erstmals nach dem Zweiten Weltkrieg Turn-Weltmeisterschaften ausgetragen. Bei den Wettkämpfen in Basel belegte Sandahl als drittbeste Turnerin ihrer Mannschaft den achten Platz in der Mehrkampf-Einzelwertung. Am Stufenbarren erreichte sie den vierten Platz. Die Mannschaftswertung gewann das schwedische Team mit Evy Berggren, Vanja Blomberg, Karin Lindberg, Gunnel Ljungström, Hjördis Nordin, Ann-Sofi Pettersson-Colling, Göta Pettersson und Ingrid Sandahl.
Bei den Olympischen Spielen 1952 wurden neben dem Mannschaftswettbewerb sechs weitere Wettbewerbe für Turnerinnen angeboten: Einzelmehrkampf, vier Einzelgeräte und die Gruppengymnastik. Die schwedische Mannschaft belegte im Mannschaftsmehrkampf den vierten Platz hinter der Sowjetunion, Ungarn und der Tschechoslowakei. Im Einzelmehrkampf belegte Ingrid Sandahl den 57. Platz, an den Geräten war der 52. Platz im Sprung ihr bestes Ergebnis. In der abschließend ausgetragenen Gruppengymnastik mit Handgeräten gewann die schwedische Mannschaft vor der Sowjetunion und Ungarn. Die schwedische Riege siegte in der Besetzung Evy Berggren, Vanja Blomberg, Karin Lindberg, Hjördis Nordin, Ann-Sofi Pettersson-Colling, Göta Pettersson, Gun Röring und Ingrid Sandahl.